# 駒形パーキングエリア

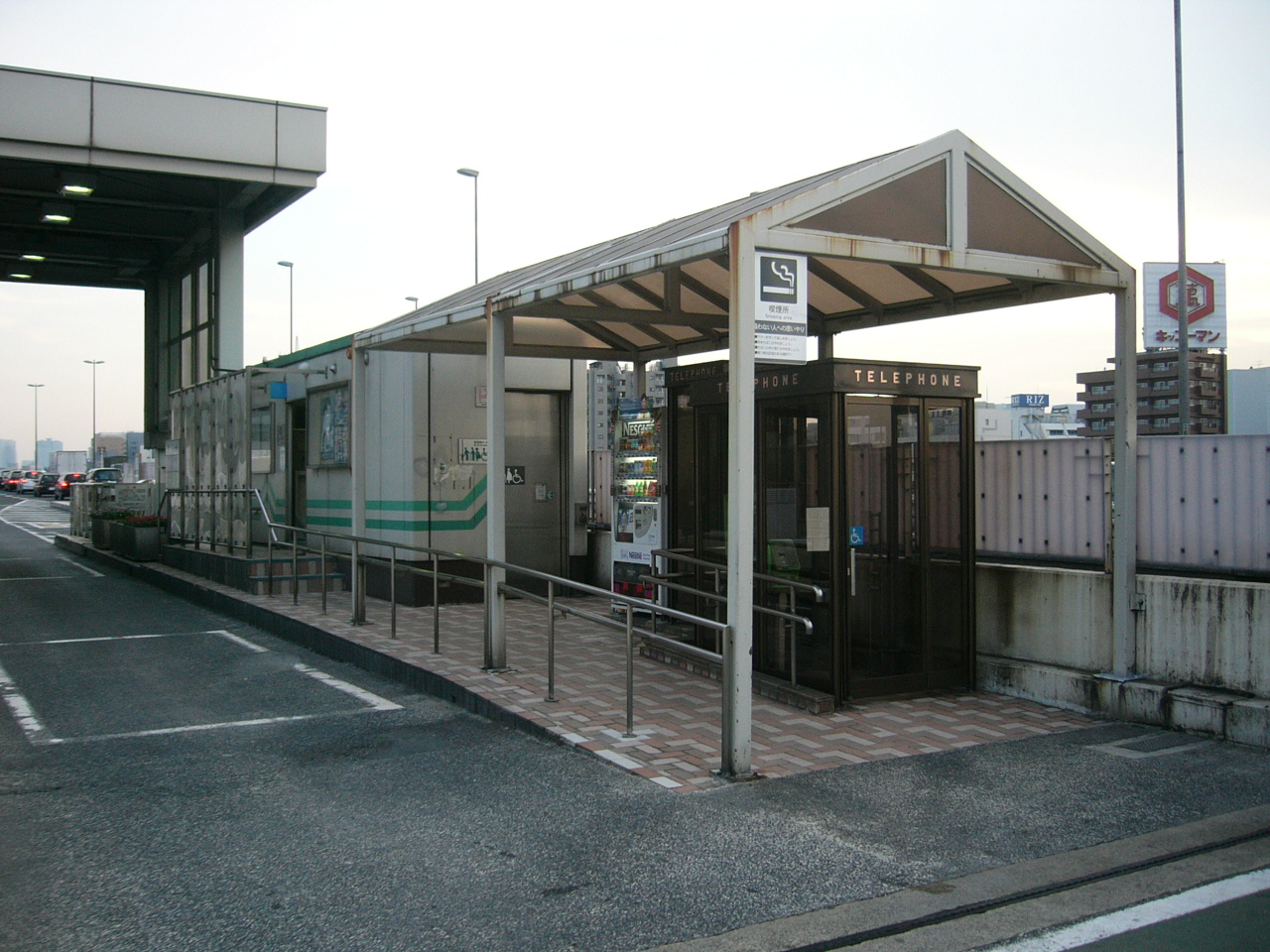
駒形PA（2006年8月撮影）

駒形パーキングエリア（こまがたパーキングエリア）は、東京都墨田区の首都高速道路6号向島線上にあるパーキングエリアである。上り線（都心方面）にのみ設置されている。
かつて、6号向島線が江戸橋JCTから向島出入口迄開通した当時、この場所には駒形本線料金所が存在していた。1989年（平成元年）11月15日、旧駒形本線料金所跡の一部を転用して供用開始。敷地が旧料金所の2レーン分と狭く、料金所ブースがあった部分に自動販売機やトイレなどを設置している。

## 道路
- 首都高速6号向島線

## 施設

### 上り線（箱崎・両国方面）
所在地：東京都墨田区東駒形1丁目1-2外
- 駐車場
  - 小型 8台（かつては4台分しかスペースがなかったが、リニューアル工事を経て2008年12月より倍増された[2]）
  - 大型 1台
  - 身障者用 1台
- トイレ
  - 男 大2 (洋式2)、小2
  - 女 2 (洋式2)
  - 身障者用 1
- 自動販売機

## 隣
首都高速6号向島線
箱崎JCT/(601,602)箱崎出入口/(604)浜町出入口/(603)清洲橋出口/箱崎PA - 両国JCT - (605)駒形出入口/PA - (606,607)向島出入口